# Viktor Rapinski
Viktor Rapinski, né le 17 juin 1981, est un coureur cycliste biélorusse. Professionnel de 2002 à 2007 après avoir été trois fois champion de Biélorussie du contre-la-montre, il a fait l'essentiel de sa carrière aux États-Unis, où il a remporté l'International Cycling Classic à deux reprises et la Fitchburg Longsjo Classic.

## Palmarès
- 1999
  -  Champion de Biélorussie du contre-la-montre
- 2000
  -  Champion de Biélorussie du contre-la-montre
- 2001
  -  Champion de Biélorussie du contre-la-montre
- 2002
  - International Cycling Classic :
    - Classement général
    - 1re, 3e, 5e, 9e et 14e étapes
- 2003
  - 2e étape de la Vuelta de Bisbee (contre-la-montre)
  - 4e étape du Nature Valley Grand Prix
  - Fitchburg Longsjo Classic
  - International Cycling Classic
    - Classement général
    - 9e et 12e étapes

  - 2e du Nature Valley Grand Prix
  - 2e de la Clarendon Cup
  - 2e de la Vuelta de Bisbee
  - 3e de la Wachovia Classic
- 2004
  - 5e étape du Tour de Turquie
  - Tour de Somerville
  - 2e étape de la Fitchburg Longsjo Classic
  - 1re, 4e et 9e étapes du Tour du lac Qinghai
- 2005
  - 2e du championnat de Biélorussie du contre-la-montre
- 2008
  - Cat's Hill Classic

## Palmarès sur piste

### Championnats du monde
- 1999
  -  Champion du monde de course aux points juniors

### Championnats d'Europe
- 2003
  -  Médaillé de bronze de la poursuite par équipes espoirs